# Mrzović
Mrzović is een plaats in de gemeente Semeljci in de Kroatische provincie Osijek-Baranja. De plaats telt 639 inwoners (2001).